# Oxygen
Oxygen – drugi album grupy Wild Orchid, wydany 29 września 1998 nakładem RCA.

## Lista utworów
1. "Be Mine" (Dave Deviller, Sean Hosein, Wild Orchid) – 3:29
2. "You're No Good (But I Like It)" (Clint Ballard, Jr.) – 3:19
3. "Come as You Are" (Rudy Perez) – 3:31
4. "Declaration" (Manuel Seal, Jr.) – 3:41
5. "Wasted Love" (Sylvia Bennett-Smith, Wild Orchid) – 4:41
6. "Our Lips Are Sealed" (Terry Hall, Jane Wiedlin) – 2:57
7. "Tic Toc" (John Carter, Todd Chapman, Wild Orchid) – 3:23
8. "Holding On" (Full Force, Wild Orchid) – 4:09
9. "Take You Higher" (Ron Fair, Parental Advisory, Wild Orchid) – 3:29
10. "Make It Easy for Me" (Christopher Bolden, Wild Orchid) – 4:11
11. "You & Me" (Bennett-Smith, Wild Orchid) – 4:15
12. "In My Room" (Bobby Sandstrom, Wild Orchid) – 4:47